# Escarmain
Escarmain és un municipi francès, situat a la regió dels Alts de França, al departament del Nord. L'any 2006 tenia 430 habitants. Limita al nord amb Bermerain, al nord-est amb Capelle, a l'est amb Beaudignies, al sud amb Romeries, al sud-oest amb Vertain i al nord-oest amb Saint-Martin-sur-Écaillon.

## Demografia
| 1962                                       | 1968 | 1975 | 1982 | 1990 | 1999 | 2006 |
| ------------------------------------------ | ---- | ---- | ---- | ---- | ---- | ---- |
| 431                                        | 502  | 519  | 456  | 443  | 423  | 430  |
| Des de 1962: població sense dobles comptes |      |      |      |      |      |      |

## Administració
| Període   | Identitat         | Partit |
| --------- | ----------------- | ------ |
| 1992-2008 | Hippolyte Perriez |        |
| 2008-     | Tony Bruyère      |        |